# Ryoji
Ryoji（リョウジ、1974年12月14日 - ）は、日本のヒップホップグループケツメイシのメンバーでボーカルを担当。
兵庫県神戸市灘区出身。CHEMISTRY、上戸彩、やなわらばーらに楽曲提供するなど音楽プロデューサーとしても活動している。本名：大塚 亮二（おおつか りょうじ）。

## 来歴
1993年 Ryo、大蔵、DJ KOHNOらとケツメイシを結成する。
2016年10月9日放送のテレビ番組『情熱大陸』で、2014年頃から「特発性大腿骨頭壊死症」を患っていることを公表。
2020年4月1日、新型コロナウイルスに感染していることが公表される。17日に医療機関でのPCR検査で2度目の陰性反応が確認された。

## 人物
2006年7月13日、モデルの石川亜沙美と結婚。2007年1月に第1子となる男児が誕生。
2015年8月、石川と離婚。子供の親権は石川が持つ。Ryojiは3度目の離婚となる。

## ディスコグラフィ
ケツメイシの作品を除く

### 客演
- トリビュート・アルバム「BOØWY Tribute」（2003年12月24日）
8.わがままジュリエット
- TAICHI MASTER「DISCO-NNECTION」（2005年3月30日）
3.i-DOLL feat. Ryoji（ケツメイシ）×宇多丸（RHYMESTER）
- Nao「flower feat. RYOJI（from ケツメイシ）」（2005年6月15日）
- トリビュート・アルバム「Words of 雪之丞」（2006年4月26日）
5.青空（高橋幸宏） / RYOJI from ケツメイシ feat. 高橋幸宏
- MCU「A Peacetime MCU」（2005年9月28日）

6.いいわけ feat. Ryoji
- STUDIO APARTMENT「にほんのうた」（2012年02月29日）

3.朝までBaby feat. RYOJI（from ケツメイシ）
- TEE「Tee time 〜コラボ・ベスト〜」（2015年4月22日）

2.バカみたいに愛してた feat. RYOJI（from ケツメイシ）
- LITTLE「八王子少年〜春よ、来い〜 feat. RYOJI」（2020年3月1日）

1.八王子少年〜春よ、来い〜 feat. RYOJI
- HAN-KUN「君となら・・・feat. RYOJI」（2024年11月8日）

1.君となら・・・feat. RYOJI

### プロデュース作品
- 上戸彩 - 『風をうけて』『約束の場所』『笑顔のままで』 『もう一度だけ』
- 木村拓哉 - 『ずっとずっと』
- Nao
- 中島美嘉 - 『素直なまま』
- 369
- MEGUMI - 『好きなのに』※SILVAと共同プロデュース
- やなわらばー - 『夢を見た』『いちごいちえ』『拝啓○○さん』
- V6 - 『ある日願いが叶ったんだ』
- NEWS - 『柔らかなままで』
- Sexy Zone - 『君がいた夏に...』
- ジャニーズWEST - 『君だけの 僕だけの』